# Симановка

Симановка — река в России, протекает в Нагорском районе Кировской области. Устье реки находится в 44 км по правому берегу реки Кобра. Длина реки составляет 27 км, площадь водосборного бассейна 188 км².
Исток реки у села Николаево (Чеглаковское сельское поселение) в 14 км к северо-западу от посёлка Нагорск. Река течёт на север, перед устьем поворачивает на северо-восток. Течение реки проходит параллельно Кобре, только в противоположном направлении, на отдельных участках Симановка подходит к Кобре на расстояние меньше километра. На реке стоят несколько нежилых деревень, жилых населённых пунктов на берегах нет. Нижнее течение проходит по заболоченному лесу. Впадает в Кобру выше посёлка Симоновка (Чеглаковское сельское поселение).

## Притоки (км от устья)
- 4,5 км: река Чушминовка (лв)
- 9,5 км: река Средняя Симановка (лв)

## Данные водного реестра
По данным государственного водного реестра России относится к Камскому бассейновому округу, водохозяйственный участок реки — Вятка от истока до города Киров, без реки Чепца, речной подбассейн реки — Вятка. Речной бассейн реки — Кама.
По данным геоинформационной системы водохозяйственного районирования территории РФ, подготовленной Федеральным агентством водных ресурсов:
- Код водного объекта в государственном водном реестре — 10010300212111100031303
- Код по гидрологической изученности (ГИ) — 111103130
- Код бассейна — 10.01.03.002
- Номер тома по ГИ — 11
- Выпуск по ГИ — 1